# Nedzsmet
Nedzsmet vagy Nodzsmet ókori egyiptomi királyné a XXI. dinasztia uralmának elején. Herihór főpap-király felesége, egy azonosítatlan fáraó, valószínűleg I. Pinedzsem főpap-király anyja.

## Élete
Nedzsmet egy Hrere nevű hölgy leánya; anyja nevét a neki készült Halottak könyve-példány nevezi meg, apja nem ismert. Ábrázolják egy ma Leidenben található sztélén Herihór főpap mögött, egy karnaki Honszu-templombeli jeleneten pedig Herihór királynéjaként.
Pianh főpap feleségének nevéről, ami egy töredékes feliraton szerepel, nehéz eldönteni, hogy H vagy Nedzs a név első része (a két hieroglifa hasonlít), így vagy Nedzsmet az, akinek fennmaradt egy ábrázolása, amin Pianh és fiai hosszú életet kívánnak neki, vagy anyja, Hrere. Nedzsmet később Herihór főpap felesége lett. Hrere és Nedzsmet is viselik „a király anyja” címet, de egyiknél sem tudni, melyik királlyal kapcsolatban. Elképzelhető, hogy Hrere I. Neszubanebdzsed fáraó anyja volt, és talán a XI. Ramszesz uralma alatt elmozdított Amenhotep Ámon-főpap felesége (mivel Hrere viselte az „Ámon háremének elöljárója” címet); Nedzsmet pedig előbb Pianhhoz, majd Herihórhoz ment feleségül. Az is lehetséges azonban, hogy Hrere volt Pianh felesége, Nedzsmet pedig a lányuk. Amennyiben Pianh felesége, úgy az ő gyermekei lehettek Pianh fiai, I. Pinedzsem, Hekanefer, Hekamaat és Anhefenmut, illetve Pianh leánya, Faienmut.
Fennmaradt egy levél, melyben Pianh arra kéri, vizsgálja ki két lázítással vádolt rendőr ügyét. Múmiája, koporsói, kanópuszai ma Kairóban, a Halottak könyve neki készült két példányának darabjai a British Museumban, a Louvre-ban és Münchenben vannak. Mind a DB320-ból került elő.
Címei: Szeretett nagy királyi hitves (ḥm.t-nỉswt wr.t mrỉỉt=f), A Két Föld urának nagy királyi hitvese (ḥm.t-nỉswt wr.t n nb-t3.wỉ), A Két Föld úrnője (nb.t-t3.wỉ), Alsó- és Felső-Egyiptom asszonya (ḥnwt-šmˁw-mḥw), A Két Föld urának hatalmas anyja (mwt-nỉswt-wr.t n nb-t3.wỉ), Örökös hercegnő (ỉrỉỉ.t-pˁt), A kegyelem úrnője (nb.t ỉm3.t), Édes szeretetű (bnr.t mrwt), A nagy, édes szeretet úrnője (nb.t bnr.t mrwt wr.t), Ámon-Ré, az istenek királya khener-házának nagyja (wr.t ḫnr ỉmnw-rˁ nỉswt-nṯrw), Mut dajkáinak vezetője (ḥrỉỉ.t mnˁ.wt n.t mwt), A gyermek Honszu isteni anyja (mwt-nṯr n ḫnsbw-p3-ẖrd), A nemes hölgyek vezetője (ḥrỉỉ.t šps.wt), A nemes hölgyek úrnője (ḥnwt šps.wt), Nemesasszony (šps.t), A ház úrnője (nb.t pr).

## Múmiája

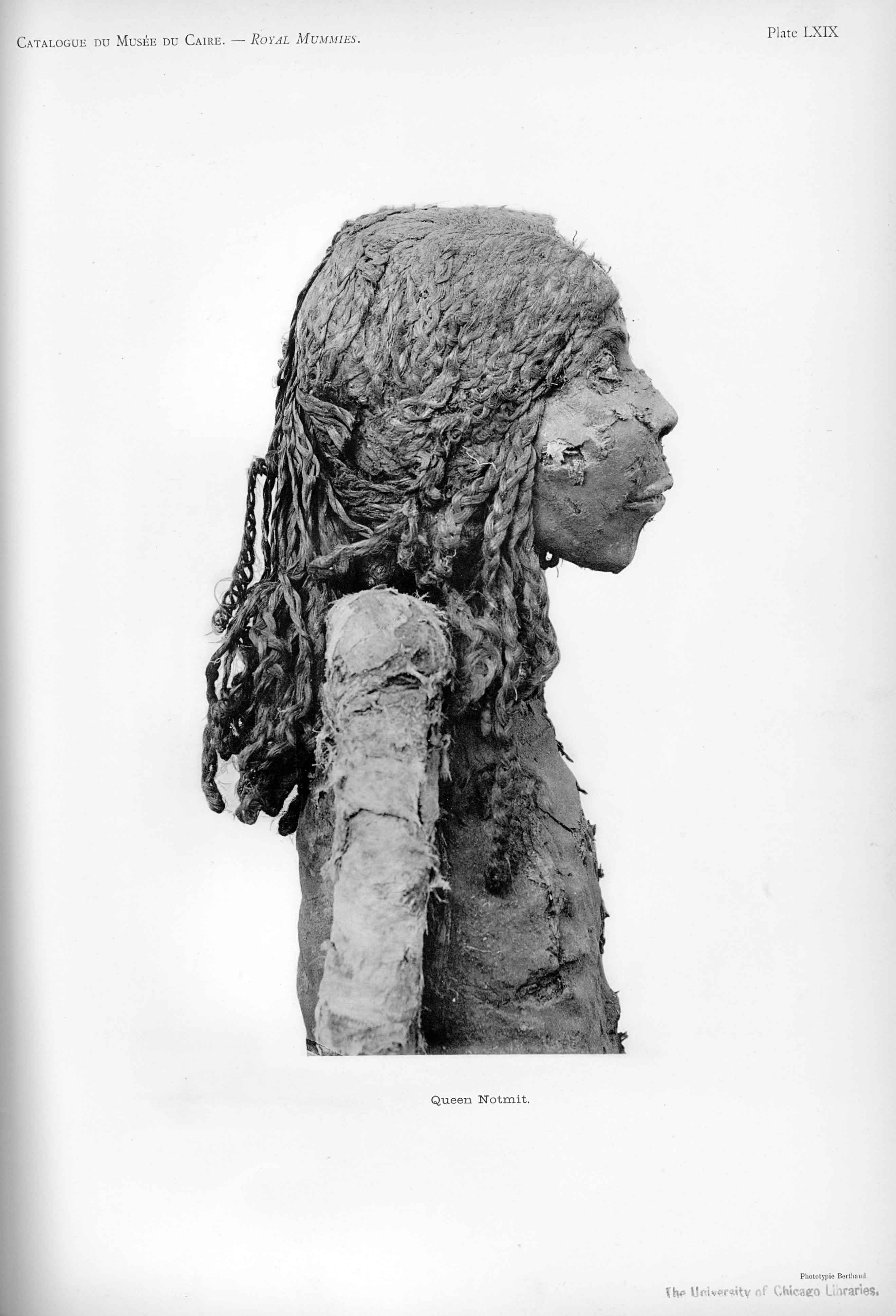
Nedzsmet múmiája

Nedzsmetet Neszubanebdzsed első éve körül temették el, és I. Sesonk 11. éve után temették újra a Deir el-Bahari-i rejtekhely D helyiségében, ahol a 19. században megtalálták. Megtalálásakor két egymásba helyezett koporsóban feküdt, melyek eredetileg egy férfinak készültek. Kanópuszládája és egy Ozirisz-szobor is előkerült. A múmia jelenleg a kairói Egyiptomi Múzeumban található (CG61087).
A múmiát Gaston Maspero kezdte el kibontani 1866. június 1-jén, majd G. E. Smith folytatta 1906. szeptember 13-án, de nem teljesen. A múmia az egyik legkorábbi példája a XXI. dinasztia idején megjelenő új balzsamozási technikáknak, melyeket a balzsamozómesterek valószínűleg a korábbi múmiák újratemetéskor történő vizsgálatai során fejlesztettek ki. Nedzsmet múmiájának balzsamozása átmenetet képez a korábbi és későbbi technikák között. Későbbi múmiákkal ellentétben még nem metszették fel a bőrt, hogy különféle anyagokat juttassanak be alá, de az életszerűbb megjelenés érdekében viasszal és más kozmetikai anyagokkal kezelték az arcot, és hogy az arc ne essen be, a szájat fűrészporral, az orrot gyantával tömték ki. Nodzsmet parókát is kapott és hajból készült szemöldököt ragasztottak neki. Testét szintén fűrészporral tömték ki, a belsőségeket a későbbi XXI. dinasztiabeli múmiákkal ellentétben nem helyezték vissza bebalzsamozva a testüregbe, hanem valószínűleg kanópuszedényekbe tették.
A múmia ékszereit már az ókorban ellopták. Nodzsmet arcán vágásnyomok találhatóak, melyeket a múmiapólyába rejtett értékeket kereső tolvajok ejthettek; lábai és csuklói is eltörtek. A jobb karján mára eltűnt ékszerek lenyomatai láthatóak. A modern korban is loptak el temetkezései kellékeiből, egy Herihórral közös papiruszt, amelynek darabjai a Louvre-ban és a British Museumban kötöttek ki. Pár ékszer a múmián maradt, közte kis, félkör és lótuszbimbó formájúra faragott karneol és lazúrkőgyöngyökből, illetve aranyhengerekből álló karkötők. Féldrágakő mesterséges szemei is a helyén maradtak (a múmia az első ismert példa erre, leszámítva a IV. Ramszesz szemgödrébe illesztett hagymákat, illetve a Tuja és III. Ramszesz szemgödrét kitöltő vásznakat). Röntgenvizsgálat alapján a szívszkarabeusz is a helyén van.